# Гайнц Ассманн
Гайнц Георг Ассманн (нім. Heinz Georg Assmann; 15 серпня 1904, Штендаль — 15 жовтня 1954, Гамбург) — німецький політик офіцер, капітан-цур-зее крігсмаріне.

## Біографія

Учасники наради у Вольфшанце 20 липня 1944 року. Ассманн — №12.

В 1922 році поступив на службу в рейхсмаріне. З 1934 року — референт імперського міністерства оборони, потім — у Військово-морській академії. З 1938 року — офіцер Адміралштабу. З 1939 року — референт ОКМ. Під час Другої світової війни — перший офіцер лінкора «Тірпіц».
З серпня 1943 року — офіцер Адміралштабу при начальникові Штабу оперативного керівництва вермахту. Був присутнім під час замаху на Адольфа Гітлера 20 липня 1944 року, від вибуху бомби одержав легкі поранення.
Після війни до 1947 року працював на розмінуваннях, був керівником протестантської гуманітарної організації Гамбурга. В 1943 року був обраний депутатом парламенту Гамбурга від ХДС. 3 березня 1954 року вийшов у відставку.

## Сім'я
Племінник віце-адмірала Курта Ассманна.

## Звання
- Кандидат в офіцери (1922)
- Лейтенант-цур-зее (1926)
- Капітан-лейтенант (1934)
- Корветтен-капітан (1938)
- Фрегаттен-капітан
- Капітан-цур-зее (червень 1943)

## Нагороди
- Медаль «За вислугу років у Вермахті» 4-го, 3-го і 2-го класу (18 років)
- Залізний хрест 2-го і 1-го класу
- Нагрудний знак «За поранення 20 липня 1944» в чорному